# Hiroši Tada
Hiroši Tada (narozen 14. prosince 1929) je držitelem devátého danu aikido a je přímým studentem Moriheie Uešiby. V současnosti (2023) je jediným držitelem devátého danu a vyučoval v Aikikai Honbu dojo. Je Dojo-cho v Tada Džuku ve chrámu Gessódži. Býval učitelem Masatomi Ikedy senseie.
Narodil se v Tokiu v bývalé samurajské rodině a nejprve studoval styl lukostřelby své rodiny (Heki-Rjú Čikurin-ha Ban-pa) u svého otce v rodinném domě v Jiyūgaoka. Právě od otce a rodinného přítele Jano Ičira znal Moriheie Uešibu, a to už od dětství, ale začal u něj cvičit až později. Poté se stal členem Karate klubu Waseda Univerzity a v březnu 1950 začal trénovat aikido v Aikikai Honbu Dojo pod vedením zakladatele aikida Moriheie Ueshiby.  V roce 1964 byl vyslán do Říma v Itálii, kde založil Italské Dojo Centrale v roce 1967,  a národní asociace Aikikai d'Italia v roce 1970. Do Japonska se vrátil v roce 1971, aby pokračoval ve výuce v Aikikai Honbu Dojo. V době jeho pobytu v Evropě umřel jeho dědeček, jeho učitel Morihei Uešiba Ó-sensei a učitel dechových umění Nakamura Tempu sensei.
K doplnění tréninku aikidó vyvinul systém dechových a meditačních cvičení zvaných ki no renma (気の錬磨, kultivace ki), založený převážně na učení Nakamura Tempu (Šin Šin Toicu Do) a Ichikukai Dojo.